# Тюнинг автомобиля

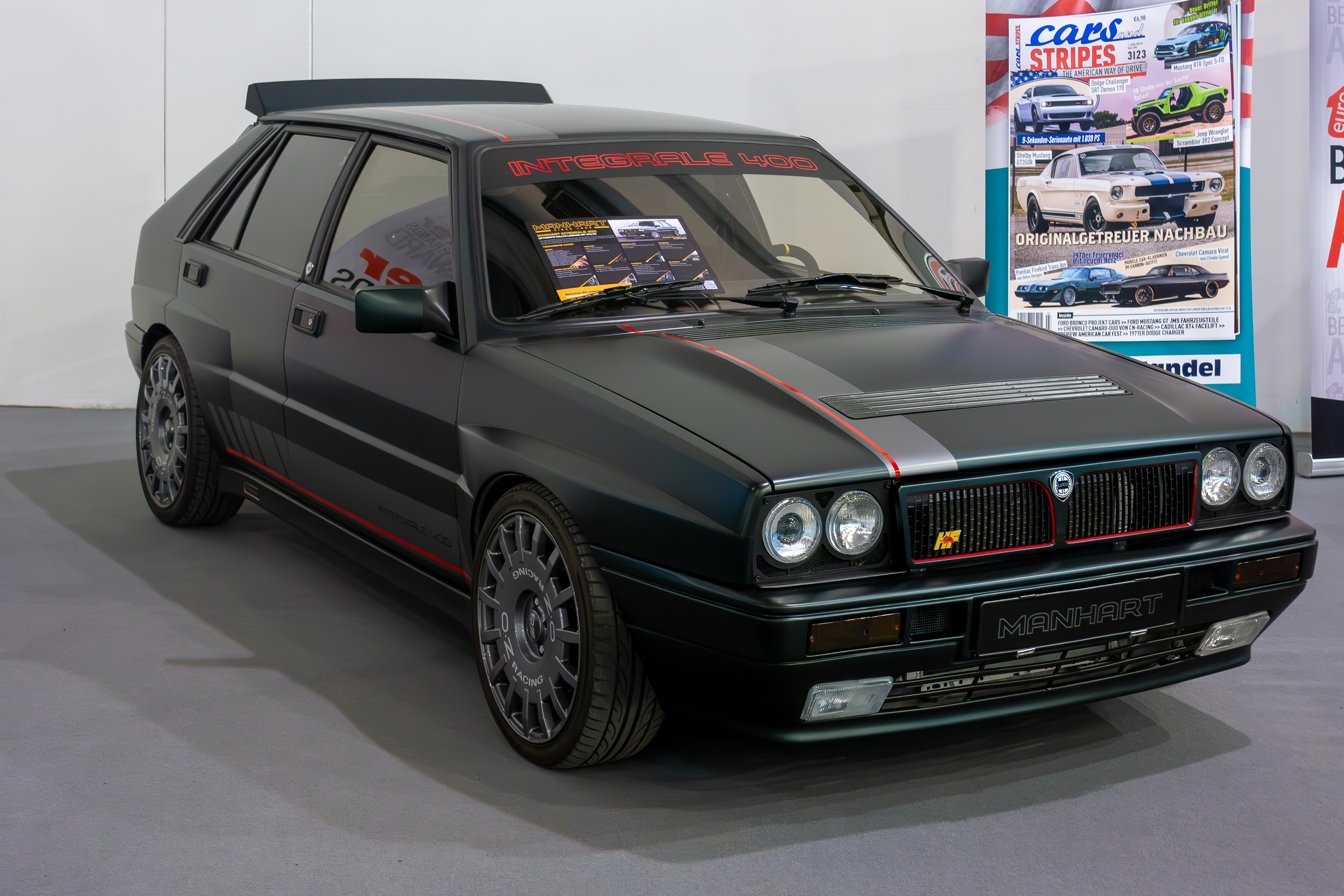
Lancia Delta HF Integrale 16v после тюнинга.

Тюнинг автомобиля — процесс доработки (т.н. моддинг) обычного автомобиля, нацеленный на изменение заводских характеристик (увеличение мощности и эффективности двигателя, повышение эффективности тормозов, улучшение подвески, улучшение мультимедиа системы автомобиля, а также кардинальная переделка автомобиля, например в кабриолет или пикап). Тюнинг как стремление улучшить автомобиль объединяет большое количество энтузиастов по всему миру, для которых тюнинг — это хобби или профессиональная деятельность. Тюнинг автомобиля, который готовится принять участие в какой-нибудь гоночной серии, обычно принято называть Рингтулом (от англ. ring — кольцо, англ. tool — инструмент). Профессиональные рингтулы собираются тюнинг-ателье или специальными специализирующимися в области мотоспорта компаниями.
Стайлинг автомобиля (от англ. styling — стилизация) — изменение внешнего вида или салона автомобиля, для создания индивидуального стиля, выделяющего автомобиль в потоке и привлекающего внимание окружающих. Стайлинг подразумевает установку иных бамперов или спойлеров, окраску автомобиля в необычный цвет или несколько цветов, аэрография кузова, установку подсветки днища, различных других световых решений, перетяжку салона кожей или алькантарой, установку качественной аудиосистемы, установку авторесничек, авто-винил и другие приёмы, позволяющие придать автомобилю индивидуальный стиль и выделить его из тысяч подобных.

## Тюнинг двигателя

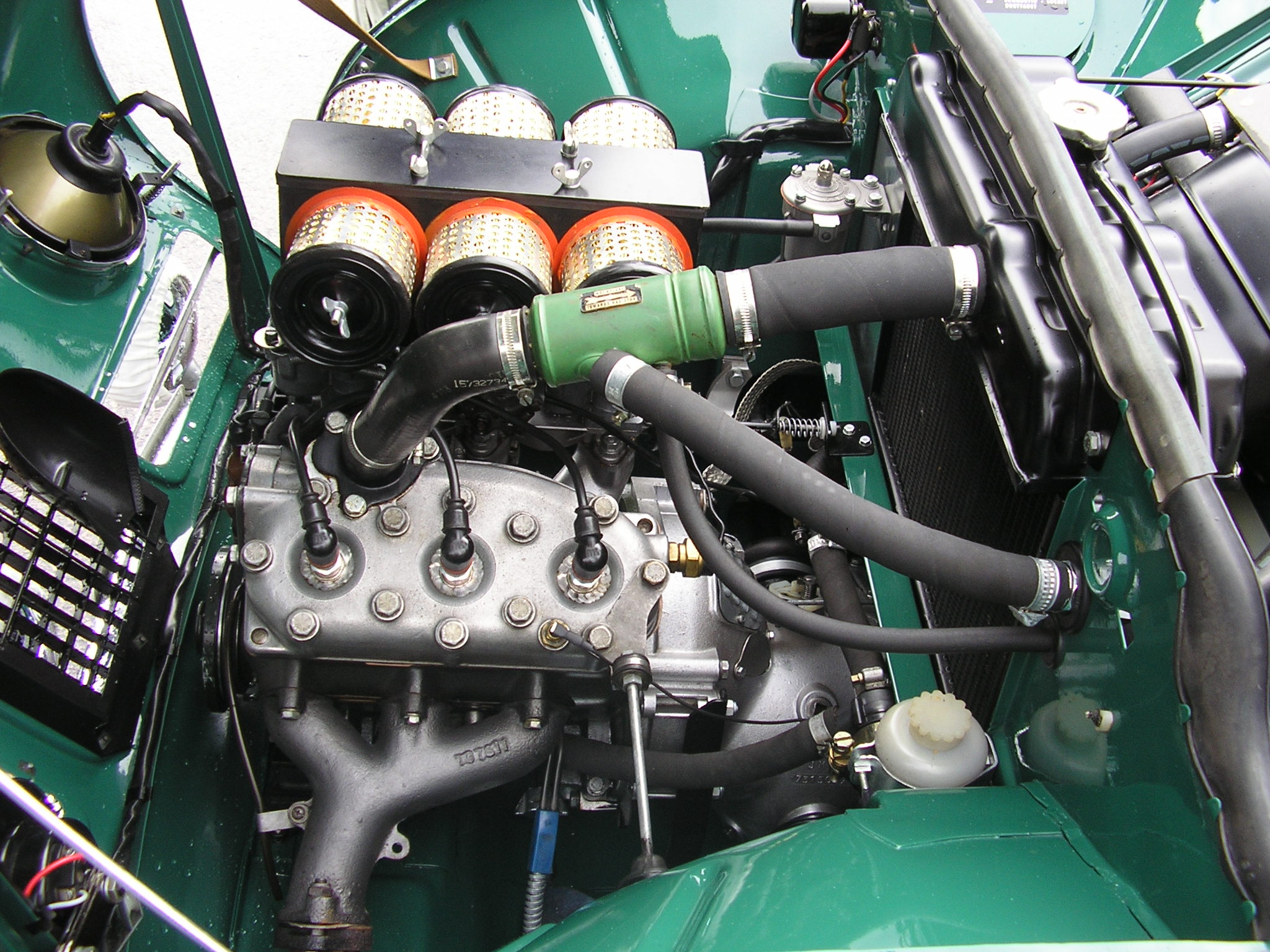
Модифицированный трёхцилиндровый двухтактный двигатель Saab.

Тюнинг двигателя — доработка двигателя или его замена более мощным (Свап, от Англ. swap — менять), как правило, с целью увеличения его мощности и эффективности. Для тюнинга двигателя меняют детали заводского производства на улучшенные. 
Как правило, это: расточка блока цилиндров, крепкие поршни (в случае с расточкой, старые поршни заменяются на новые, под новые размеры блока цилиндров), шатуны с длинным "плечом", коленвал с увеличенными "канавами" для крепления шатуна, распредвалы с увеличенными "кулачками", форсунки, которые смогут впрыскивать больше топлива в камеру сгорания, более производительные свечи и катушки зажигания, замена прошивки ЭБУ (под новые параметры двигателя), маховик с большим (иногда меньшим) диаметром. Все эти действия проводятся для следующих результатов: увеличение степени сжатия, благодаря которой топливо можно будет сжигать гораздо эффективней, а также увеличение самой камеры сгорания позволит сжигать ещё больше топлива, что даст больше мощности. Замена свечей и катушек зажигания (на некоторых машинах меняют распределитель зажигания), чтобы можно было сжигать топливо чаще и эффективнее (и за счет этого поднять максимально допустимые обороты двигателя). 
Помимо всего этого, на автомобилях часто заменяют системы впуска и выпуска. Устанавливают "обманки" датчика кислорода, меняют заводские воздушные фильтры на "нулевики", меняют впускной и выпускной коллектор на более производительные, заменяют выхлопную систему. Чаще всего на "прямоток" ("прямотоком" прозвана выхлопная система, в которой отсутствуют катализаторы, а вместо них ставят либо пламегасители, либо пустотелую трубу), что позволяет двигателю эффективнее выпускать выхлопные газы, и переходить к следующему такту.  Все вышеперечисленное зовется "механической доводкой двигателя". "Механическим" называют тюнинг, при котором в машину не устанавливают турбонаддув, или нагнетатель. 
Есть и "атмосферный" тюнинг. При таком виде тюнинга, в автомобиль устанавливается турбонаддув и нагнетатель.

## Тюнинг трансмиссии

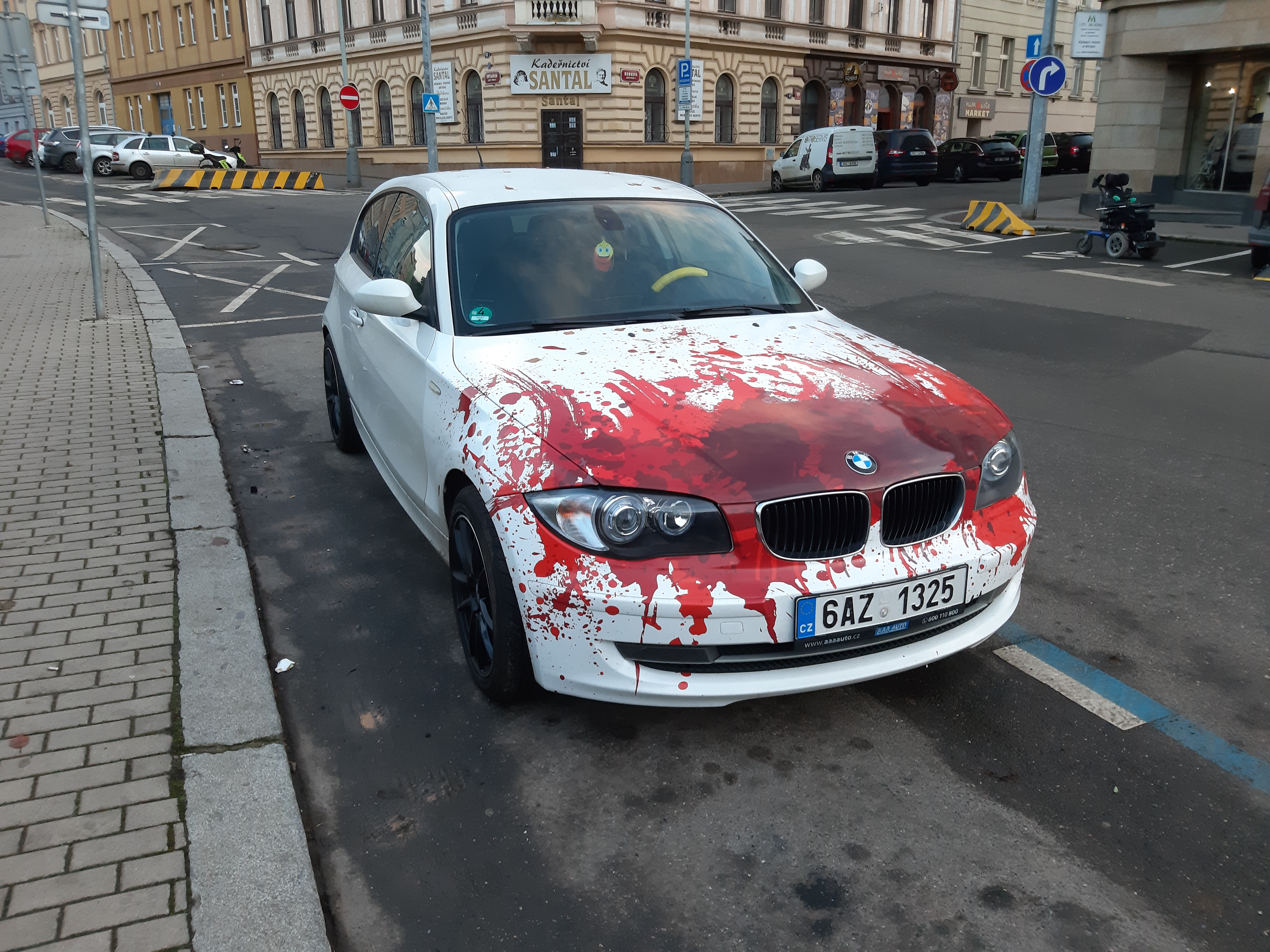
Относительно простая форма тюнинга может быть реализована с помощью специальной фольги с мотивом.

Тюнинг трансмиссии — это один из важнейших видов тюнинга автомобиля, ведь трансмиссия предназначена для передачи крутящего момента от двигателя к ведущему мосту и поэтому она является механизмом реализации динамических качеств двигателя. Основная роль в трансмиссии — у коробки передач. Если передаточные числа грамотно подобраны, то машина может быть быстрой даже с относительно слабым двигателем. Они подбираются в зависимости от мощности мотора, размеров колес и крутящего момента автомобиля. Приступая к тюнингу трансмиссии, нужно знать определённые особенности этого вида тюнинга.
Основной параметр трансмиссии — проходной момент. Нужно следить, чтобы он по своей величине был равен крутящему моменту или был чуть больше его. В противном случае, если крутящий момент больше проходного более чем в полтора раза, то есть риск «порвать» КПП.
Основное, что можно модернизировать — это изменить передаточный коэффициент главной пары на более высокий — усиливается динамика. Однако при этом уменьшается максимальная скорость авто, что, однако, не столь важно для обычных городских машин. Также можно усовершенствовать шестерёнки передач, для того, чтобы разгон был более быстрым.
Для любителей экстремальной езды в самый раз будет замена стандартной КПП на «кулачковую» или дисковую, а стандартные дифференциалы — на дифференциалы ограниченного трения и самоблокирующийся дифференциал. С их помощью крутящий момент будет наиболее эффективно распределяться по колесам и вы сможете войти и пройти поворот с большей скоростью.
При тюнинге трансмиссии нельзя упускать такой важный её атрибут, как сцепление, так как оно является связующим звеном в цепочке между двигателем и КПП. Стандартное сцепление заменяется на керамическое. С керамическим сцеплением маховик приходит в зацепление с КПП с минимальным количеством пробуксовок. Ход сцепления становится коротким, но, крутящий момент передается с минимальными потерями.
Однако такие вещи опасно устанавливать на серийных автомобилях, не предназначенных для гонок.

## Тюнинг подвески
Тюнинг подвески — установка более жёстких пружин, койловеров, установка или замена стабилизаторов поперечной устойчивости, замена рычагов подвески с целью занижения клиренса автомобиля и улучшения устойчивости автомобиля в поворотах. Реже устанавливают систему пневмоподвески, которая позволяет из салона изменять клиренс автомобиля.

## Тюнинг тормозов
Тюнинг тормозов — установка высокотемпературных тормозных колодок с повышенным коэффициентом трения, установка передних и задних суппортов с большим количеством поршней (суппорта бывают с 1, 2, 4, 6, 8 поршнями) и дисков большего диаметра и толщины с целью повышения эффективности тормозной системы автомобиля. Как правило, тюнинг тормозной системы предшествует тюнингу двигателя.

## Тюнинг салона

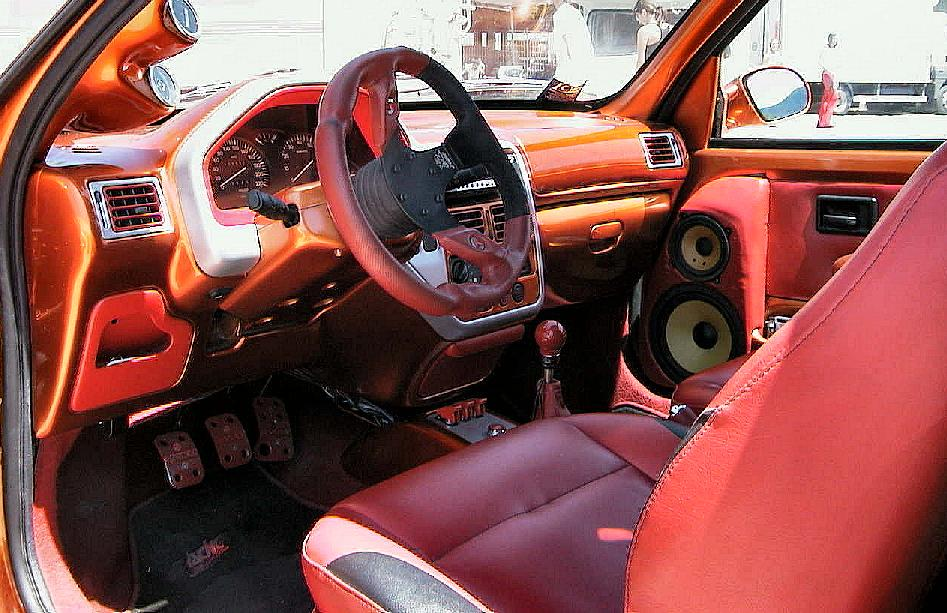
Модифицированный интерьер салона Peugeot 106.

Тюнинг салона — включает в себя перетяжку элементов салона автомобиля (сидений, торпедо, руля, потолка и т. д.) различными материалами (автомобильная кожа, алькантара, велюр и пр.), замена штатных элементов салона на более удобные (чаще всего это замена сидений и руля на спортивные), доработка салона путём изменения форм или подключения различных дополнительных функций, таких, как подогревы и вентиляция сидений, подсветка (светостайлинг), подогрев руля, массажные накидки на кресла и пр.
Материалы для тюнинга салона автомобиля выделены в отдельную группу и не подходят для других целей в силу своих свойств. Так, например, натуральная автомобильная кожа отличается от мебельной, галантерейной и любой другой своей толщиной (она составляет в среднем 1,2—1,7 мм), дополнительными степенями защиты, что продлевает срок службы салона автомобиля.

## Стайлинг
Улучшение внешнего вида — может быть достигнуто благодаря обтяжке автомобиля пленкой, перекраске основных элементов кузова или нанесению на них рисунков при помощи аэрографии.

## Чип-тюнинг
Чип-тюнинг — все современные инжекторные и дизельные автомобили оснащены программами управления. Для улучшения работы данных программ существует чип-тюнинг. Благодаря оптимизации программ управления можно добиться снижения расхода топлива без потерь мощности, добавить мощность и внести множество других изменений в работу автомобиля. Применение чип-тюнинга для увеличения мощности несет в себе риски: потери гарантии, снижения ресурса двигателя, коробки передач и иных агрегатов, нарушения работы экологических подсистем двигателя. После изменений требуется более частое проведение регламентных мероприятий и замен технических жидкостей.

## Тюнинг кузова
Тюнинг кузова — обычно тюнинг кузова заключается в добавлении элементов, позволяющих улучшить аэродинамические показатели автомобиля. В число этих элементов входит: спойлеры, сплиттеры (так называемая "губа"), дефлекторы и диффузоры.
Но, есть машины, которые предназначены для очень больших скоростей, и им требуется увеличение жесткости кузова. В таком случае автовладельцы прибегают к увеличению количества сварных швов, установке каркасов безопасности, переварке силовых элементов кузова (лонжеронов). Помимо этих доработок, очень важна безопасность. Поэтому владельцы устанавливают ковши-сиденья, которые подразумевают установку пятиточечного ремня безопасности, для жесткой фиксации водителя.
Дополнительно можно произвести облегчение кузова. Заменить некоторые детали на пластиковые, или карбоновые, снять шумоизоляцию автомобиля и задний ряд сидений.

## Демонстрация тюнинга
Демонстрация тюнингованных автомобилей проводится на различных шоу (напр., Московское тюнинг-шоу) и выставках. К таким мероприятиям относится, например, закрытая выставка SEMA в Лос-Анджелесе.